# Nothing is written
Nothing is written is het tweede studioalbum van de Britse band Galahad, uit 1991. Het was hun eerste album dat direct op compact disc verscheen. Eerdere albums verschenen alleen op muziekcassette, maar brachten zo veel geld op dat Galahad een cd kon uitgeven. Na dit album verdween de band weer in de vergetelheid om pas in 1995 met ander materiaal te komen.

## Musici
- Roy Keyworth – toetsinstrumenten
- Mark Andrews – toetsinstrumenten
- Tim Ashton – basgitaar
- Spencer Luckman – slagwerk en percussie
- Stuart Nicholson – zang, tamboerijn.

## Muziek
| Nr. | Titel                                                                  | Duur |
| --- | ---------------------------------------------------------------------- | ---- |
| 1.  | Face to the sun (A.Other worldly pleasures; B. Another misguided soul) | 7:58 |
| 2.  | Chamber of horrors                                                     | 5:23 |
| 3.  | Evaporation                                                            | 6:37 |
| 4.  | Motherland                                                             | 6:58 |
| 5.  | Room 801                                                               | 7:00 |
| 6.  | Aqaba (a matter of going!)                                             | 5:33 |
| 7.  | Bark in d minor                                                        | 0:45 |
| 8.  | Legacy                                                                 | 4:00 |
| 9.  | The automaton                                                          | 4:33 |
| 10. | Don’t lose control                                                     | 5:33 |
| 11. | Richelieus prayer                                                      | 8:23 |